# أرمين فولك
أرمين فولك (بالألمانية: Armin Falk)‏ (و. 1968  م) هو اقتصادي، وأستاذ جامعي ألماني، ولد في بيرغيش غلادباخ، شارك في الانتخابات الرئاسية الألمانية 2009، وهو عضوٌ في الأكاديمية الألمانية للعلوم ليوبولدينا، وأكاديمية العلوم والفنون لشمال الراين - وستفاليا.

## التعليم
تعلم في جامعة كولونيا.

## جوائز
حصل على جوائز منها:
- Yrjö Jahnsson Award [الإنجليزية]‏ (2011)[4]
- جائزة غوتفريد ويلهلم ليبنز (2009)
- Gossen Prize [الإنجليزية]‏ (2008).[5]

## روابط خارجية
- أرمين فولك على موقع مونزينجر (الألمانية)